# Thelypteris omeiensis
Thelypteris omeiensis là một loài thực vật có mạch trong họ Thelypteridaceae. Loài này được (Baker) Ching miêu tả khoa học đầu tiên năm 1936.